# Pirenópolis
Pirenópolis este un oraș în Goiás (GO), Brazilia.